# Conversor de reducción de ruido
Un conversor de reducción de ruido, bloque convertidor de bajo nivel de ruido o LNB (Low Noise Block), por sus siglas inglesas, es un dispositivo utilizado en la recepción de señales procedentes de satélites.

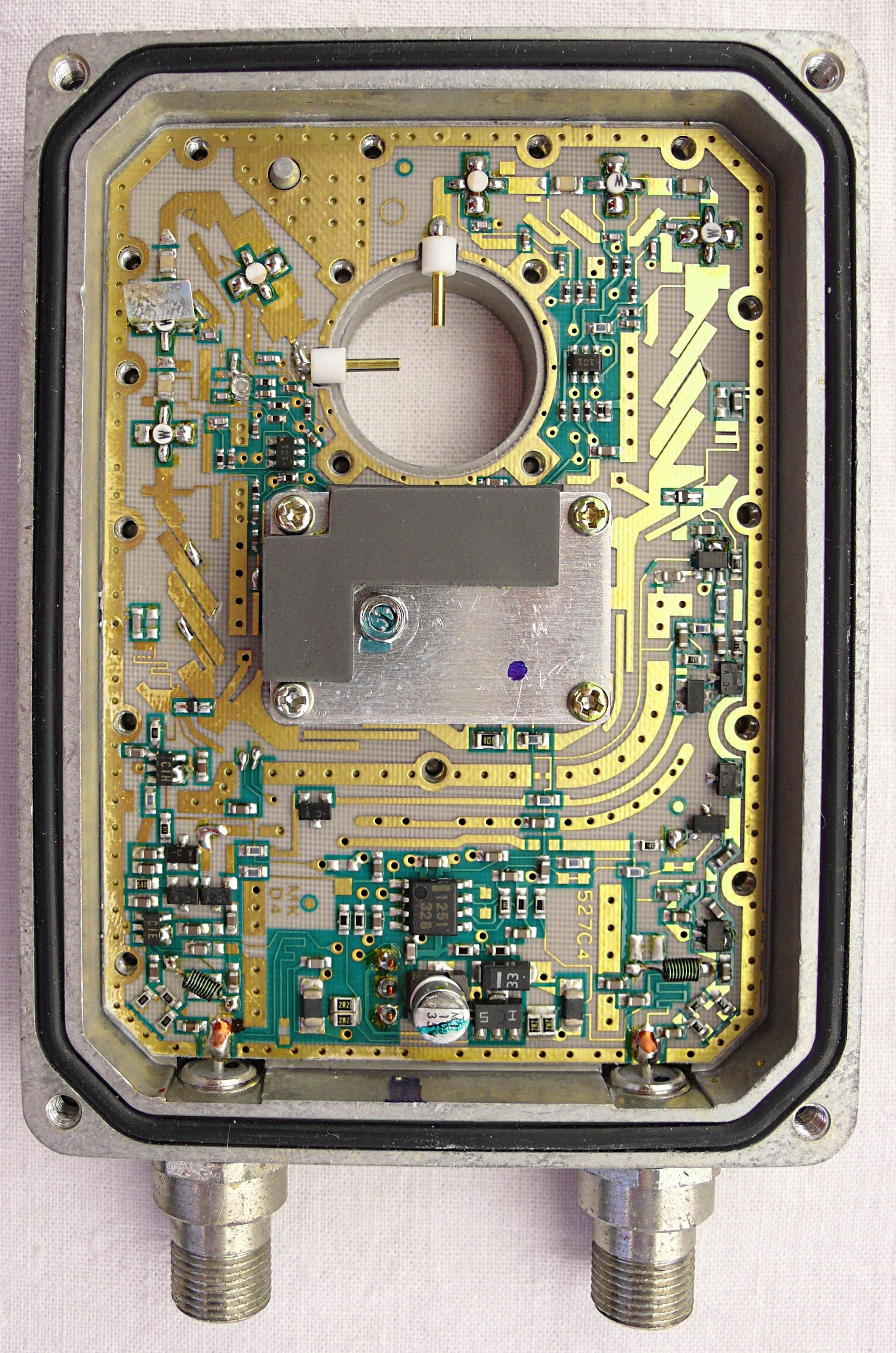
Figura LNB.

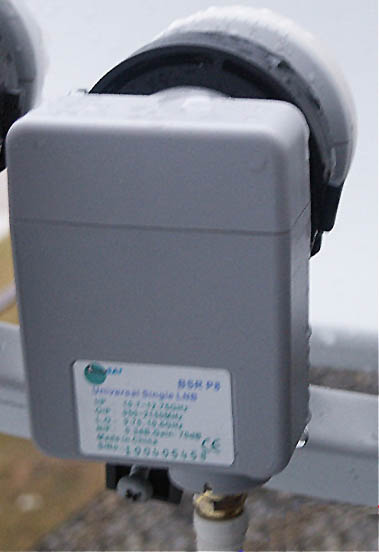
Aspecto de un LNB de los utilizados normalmente para la recepción de TV por satélite.

## Descripción de LNB
Dado que las frecuencias de transmisión del enlace descendente del satélite ( downlink) son imposibles de distribuir por los cables coaxiales, se hace necesario un dispositivo, situado en el foco de la antena parabólica, que convierta la señal de alta frecuencia (Banda Ku), en una señal de menor frecuencia, para que sea posible su distribución a través del cableado coaxial. A esta banda se le denomina Frecuencia Intermedia (FI).
La banda de FI elegida para el reparto se denomina banda "L" y está comprendida entre 950 MHz y 2150 MHz. Dado que la banda Ku tiene 2.05 GHz de ancho de banda (10,7 a 12,75 GHz) es evidente que no se puede convertir a la banda de 950 a 2150 MHz (1,2 GHz de diferencia), por lo que existe una subdivisión de aquella en dos sub-bandas, denominadas Banda Baja (10,7 a 11,7 GHz) y Banda Alta (11,7 a 12,75 GHz).
El enlace descendente del satélite tiene unas pérdidas muy elevadas mayores de 200 dB y aunque las modulaciones elegidas para este servicio necesitan una relación portadora a interferencia (C/N) muy baja, los niveles de señal recibidos por las antenas con dimensiones de consumo necesitan de dispositivos con factores de ruido muy bajos, de ahí LNB (Low Noise Block down-converter).
Normalmente los rangos de factor de ruido que se manejan están comprendidos entre 0,1 dB y 1 dB. Para conseguir estos factores de ruido, el amplificador de entrada del LNB, que es el que limita el valor de dicho factor, es especial y del tipo GaAs HEMT (High Electron Mobility Field Effect Transistor, transistor tipo FET de arseniuro de galio de alta movilidad).

## Diagrama de bloques y funcionamiento
El LNB consta de los siguientes bloques: en primer lugar, junto con el amplificador HEMT de muy bajo factor de ruido dispone de un resonador discriminador de polaridad, un segundo bloque de filtrado de banda que limita el ruido de entrada al mezclador, un tercer bloque mezclador para convertir la señal de microondas en frecuencia intermedia y un último bloque que es el amplificador de frecuencia intermedia a la salida del mezclador. Para la conversión necesita también un oscilador local con resonador cerámico (microondas).
Para realizar la selección de polaridad se estandarizó para el cambio de discriminación de polaridad un cambio en la tensión de alimentación (10 a 15 V para la vertical y de 16 a 20 V para la horizontal). Para el conmutador de cambio de banda se añadió una segunda variable a la tensión de alimentación que fue superponer o no un tono de 22 kHz.
Las dos sub-bandas que obtenemos van desde 950 hasta 1950 MHz para la banda baja y desde 1100 hasta 2150 MHz para la banda alta.
Para realizar la conversión se mezcla la banda de entrada seleccionada, mediante la elección del resonador y amplificador, con un oscilador local cuyo valor se ha elegido previamente. En la mezcla se producen batidos entre las dos señales (sumas y restas de frecuencias), de estas, mediante filtrado elegimos la que se encuentra en la banda de FI, así por ejemplo, para la banda baja, la frecuencia del oscilador local es 9,75 GHz, porque (10,7 - 9,75) GHz = 0,950 GHz (950 MHz) y (11,7 - 9,75) GHz = 1,95 GHz (1950 MHz) y para la banda alta el valor del oscilador local es 10,6 GHz.

## Otras explicaciones complementarias
C/N (carrier/noise) es la relación entre potencia de la señal portadora de la información de un canal digital, y el ruido de fondo que llega del espacio, o el que es añadido por un elemento receptor o amplificador. Viene especificada en dB (decibelios) y  es mejor cuanto mayor es su valor.
Realmente la "antena" en este caso son dos antenas, es decir los elementos que convierten la energía electromagnética en tensión eléctrica son los dos pequeños trozos metálicos que están perpendiculares uno a otro, dentro del círculo que se sitúa en el foco del reflector parabólico. Cada uno de ellos resuena en una de las polarizaciones recibidas del satélite (vertical/horizontal). Por ello, durante la instalación, no es indiferente el ángulo que forman con la vertical; pues girando el LNB 90 grados, el receptor recibirá en una polarización lo que normalmente debiera recibirse por la otra. Observando las señales en el analizador de espectro, deberá ajustarse la situación del LNB sobre su soporte para el ángulo en el que sea máxima la señal de la polarización correcta, y desaparezcan las señales de la polarización cruzada.
También existen LNB cuádruples, que disponen de cuatro salidas distintas de señal en banda "L",correspondiendo cada una a una combinación de semibanda y polarización recibida del satélite. Por ejemplo, una salida corresponde a la semibanda alta y la polarización horizontal, etc.
En realidad estos LNB están compuestos por un transductor ortomodo, a cada uno de cuyos dos puertos ortogonales está conectado un LNB con dos salidas independientes para cada una de las semibandas. Es suficiente alimentarlos en corriente continua (da igual 12 o 24 Voltios) por una salida de cada polarización, para obtener todas las señales de bajada del satélite, repartidas entre sus cuatro salidas.
Los LNB de banda "C" (bajada del satélite en 4 GHz) utilizan una conversión de frecuencias diferente, ya que la frecuencia de su Oscilador Local se sitúa por encima de la frecuencia de bajada del satélite (y no por debajo, como en los de banda "K"). En este caso hay que restar a la frecuencia del O.L. (5150 MHz es la más habitual) la frecuencia de la señal en el aire (banda C), para obtener la frecuencia de la señal en el cable (banda L). Al filtrar la banda lateral inferior resultante de esta mezcla de la señal del satélite con la del O.L., la banda de salida resulta invertida respecto de la original, aspecto que antiguamente había que indicar en el receptor de satélite para sintonizar cualquiera de las portadoras en banda C, aunque los receptores modernos lo tienen en cuenta automáticamente.

## LNBF
En muchos sistemas de Unidades de Exterior (OutDoor Unit o ODU), se integran múltiples dispositivos lógicos en un solo dispositivo físico. Así, un LNBF es un Low Noise Block con bocina de alimentación (Feedhorn) integrada.